# BAC TSR-2
Le BAC TSR-2 (Tactical Strike and Reconnaissance 2) était un projet de bombardier lancé par le Royaume-Uni à la fin des années 1950. Ce projet fut abandonné en 1965 alors qu'un seul prototype avait volé.

## Conception

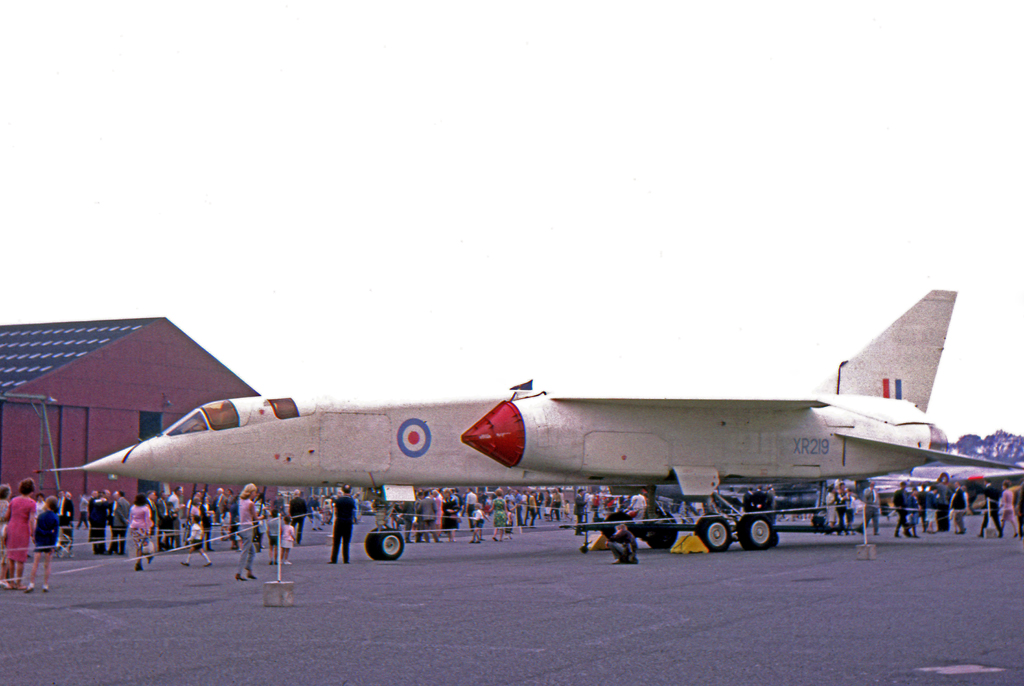
Le seul TSR-2 ayant volé avec une peinture anti-flash en 1966.

En mars 1957, l'armée de l'air britannique émet un cahier des charges pour un bombardier tout-temps, capable de missions à vitesse élevée aussi bien en haute altitude qu'en basse altitude, avec une grande autonomie et la capacité d'utiliser des pistes courtes ou des terrains sommaires destinés au Bomber Command. L'avion doit être capable d'emporter aussi bien des bombes classiques que des charges nucléaires, ou encore des équipements de reconnaissance.
À peine lancé, cet appel d'offres est menacé pour deux raisons. Tout d'abord, la Royal Navy avait déjà lancé un programme du même genre qui allait aboutir au Blackburn Buccaneer dont le prototype fit son premier vol le 30 avril 1958. Cependant, la RAF fit valoir entre autres qu'elle réclamait un avion capable de voler plus à Mach 2, alors que le projet de la Royal Navy était subsonique. Une autre menace sur le projet était que le pouvoir politique était convaincu que l'avenir était aux missiles et qu'il était inutile de développer de nouveaux avions de combat. 
Néanmoins, les réponses des constructeurs sont réclamées avant le 31 janvier 1958 et deux projets retenus : le English Electric P.17A et le Supermarine 571. Alors que le gouvernement encourage les constructeurs aéronautiques britanniques à fusionner, les deux équipes sont invitées à travailler ensemble pour une réponse définitive. Le développement du nouvel appareil est autorisé par la RAF début 1959 et, début 1960, les deux constructeurs sont réunis dans une nouvelle société British Aircraft Corporation (BAC).
Malgré sa complexité, le développement du TSR-2 ne rencontra pas de problèmes majeurs à part au niveau des réacteurs : les Olympus 22R présentaient encore plusieurs défauts, au point que l'un d'eux explosa au sol le 3 décembre 1962, déclenchant un incendie détruisant l'Avro Vulcan utilisé comme banc d'essai. Le premier prototype fait malgré tout son vol inaugural le 27 septembre 1964, avant que ces problèmes ne soient corrigés. Il reçoit des réacteurs plus fiables avant son second vol, le 31 décembre 1964.

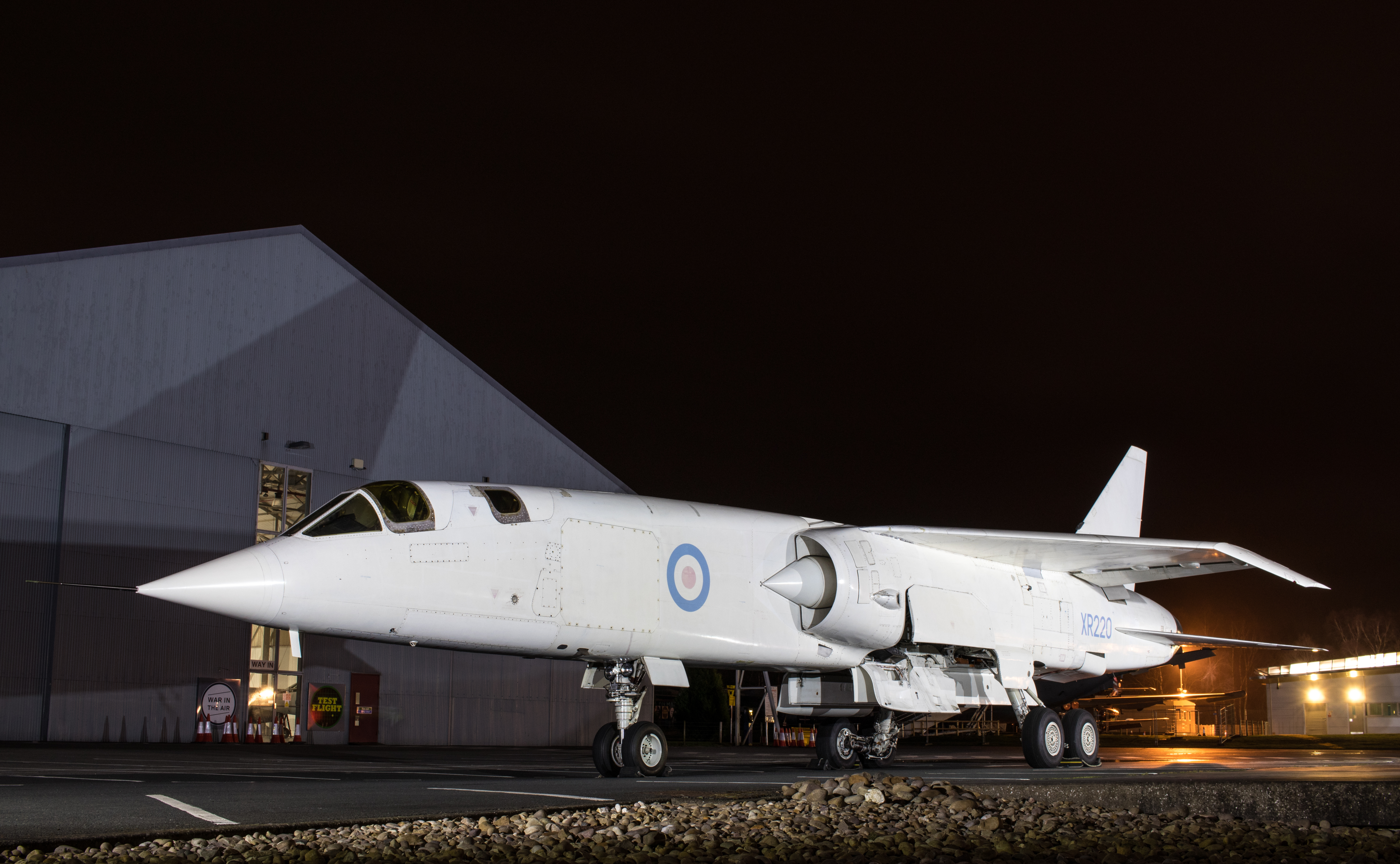
Le TRS-2 immatriculé XR220 exposé au musée de la RAF en 2020.

Le 6 avril 1965, le Premier Ministre Harold Wilson annonce l'annulation complète du programme, alors qu'un second prototype est prêt à décoller à son tour et que neuf autres exemplaires sont à des stades divers de construction. La raison officielle de l'abandon est le coût trop élevé du TSR-2. Après avoir été envisagé en remplacement, l'achat de General Dynamics F-111 américains sera annulé pour la même raison, et la Royal Air Force devra finalement se contenter du Blackburn Buccaneer.
Deux exemplaires du TSR-2 ont été conservés : l'un au musée de la Royal Air Force de Londres, l'autre au Imperial War Museum.

## Description
Le TSR.2 est un appareil biplace en tandem. Ses ailes hautes possèdent une flèche importante et leur extrémité est incurvée vers le bas. Le bord de fuite est doté de volets soufflés afin de lui fournir une capacité de décollage et d'atterrissage court. Le contrôle du roulis n'est pas assuré par des ailerons mais par un braquage asymétrique de l'empennage delta monobloc.
L'avionique du TSR.2 comporte une centrale inertielle et un radar à balayage tant vers l'avant que latéral, le tout intégré dans un système informatique de suivi de terrain. Le pilote disposait d'un viseur tête haute, tandis que le navigateur suivait les données et les signaux sur un écran tête basse, permettant d'armer et de larguer les différents éléments de la charge offensive.

## Culture populaire
Le design de cet appareil est repris dans la série d'animation japonaise Stratos4.

### Sources
- L'encyclopédie des avions civils et militaires  (trad. Christian Muguet), Nov'Edit, 2004, 446 p. (ISBN 2-915363-17-X et 0-7858-1185-0)